# Zöld-foki nádiposzáta
A zöld-foki nádiposzáta (Acrocephalus brevipennis) a madarak osztályának a verébalakúak (Passeriformes) rendjéhez, ezen belül a nádiposzátafélék (Acrocephalidae) családjához tartozó faj.

## Előfordulása
A Zöld-foki Köztársaságban honos.

## Megjelenése
Közepes méretű nádiposzáta: nagyobb, mint a cserregő nádiposzáta. Tollazata szürkésbarna vagy szürkésfehér.

## Szaporodása

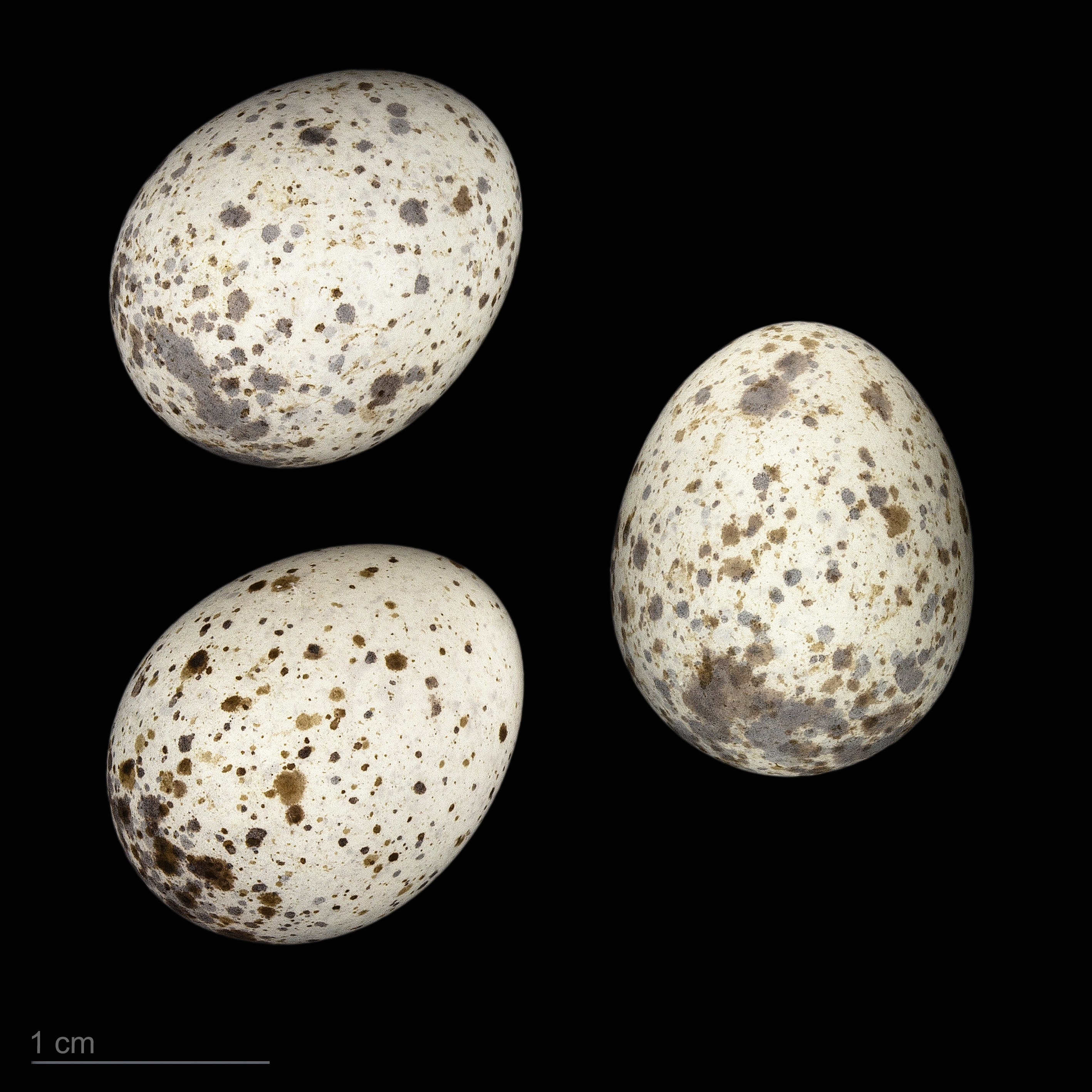
Acrocephalus brevipennis

Egy fészekalja 2–3 tojás.

## Természetvédelmi állapota
Az élőhelyének csökkenése fenyegeti. Az IUCN vörös listáján a végveszélybe sorolják.